# Johnny Clegg
Pour les articles homonymes, voir Johnny et Clegg.
Jonathan Clegg, dit Johnny Clegg, né le 7 juin 1953 à Bacup (Royaume-Uni) et mort le 16 juillet 2019 à Johannesbourg, est un auteur-compositeur-interprète, musicien, anthropologue et militant sud-africain,.
Surnommé « le Zoulou blanc », il est le leader successif des groupes Juluka et Savuka. Les thèmes de ses chansons sont principalement axés sur la lutte contre l'apartheid en Afrique du Sud. Il a ainsi été l’inlassable défenseur de la culture africaine, notamment avec sa chanson la plus célèbre, Asimbonanga, qui rend hommage à Nelson Mandela, alors incarcéré depuis plus de vingt ans, et Scatterlings of Africa, qui figure également sur la bande originale du film Rain Man (1988).

## Biographie

### Enfance
Jonathan Paul Clegg est issu en ligne maternelle d'une famille de paysans juifs lituaniens et polonais immigrés en Rhodésie du Sud (devenu le Zimbabwe en 1980), les Braudo. La mère de Johnny Clegg, Muriel Braudo, suivant des cours à l'université de Johannesbourg en Afrique du Sud, se marie avec un non-juif, le Britannique Denis Clegg, contre l'avis de son père. Le couple part ensuite pour l'Angleterre et y élève le petit Jonathan.
Cependant, six mois après cette naissance, le couple divorce et, après un bref passage en Israël, la mère retourne élever seule son enfant dans la ferme familiale à Gwelo, près de Selukwe, en Rhodésie. Alors qu'il a six ans, il suit sa mère en Afrique du Sud, où celle-ci est chanteuse dans les night-clubs et part en tournée dans le pays. Elle l'envoie dans une pension anglaise réservée aux Blancs à la discipline très stricte, dont il garde un très mauvais souvenir. Enfant blanc dans l'Afrique du Sud pendant l'apartheid, Jonathan grandit dans un environnement isolé de toute culture africaine. Malgré cela, il arrive à se lier d'amitié avec le fils du chauffeur de la famille, qui l'initie au ndébélé du Transvaal, une langue qui tire ses origines du zoulou.
Un an plus tard, sa mère épouse un journaliste sud-africain, Dan Pienaar, et la famille s'installe pour deux ans dans un appartement au centre de Johannesbourg. Écrivain et poète issu d'un milieu ouvrier blanc très pauvre, élevé durement dans une ancienne famille afrikaner, ce beau-père a une forte influence dans l'éducation de Jonathan (qui ne connaîtra son père biologique qu'à 21 ans) et lui fait partager sa passion pour l'Afrique.
La famille part vivre ensuite pendant deux ans en Zambie, où le beau-père de Jonathan a trouvé une place dans un journal de Lusaka et s'en va couvrir la guerre au Congo. Durant ce temps, l'indépendance nouvelle de la Zambie aidant, Jonathan Clegg entre pour la première fois dans une école multiraciale. Revenu à Johannesbourg, son beau-père lui apprend à survivre en pleine nature en l'emmenant tous les week-ends faire du camping sauvage dans la brousse. Alors que le garçon est au début de l'adolescence, son beau-père s'enfuit du jour au lendemain en Australie avec une autre femme, emmenant la demi-sœur de Jonathan qui vient d'avoir trois ans.
Âgé de treize ans, se sentant complètement étranger à la religion et à la communauté juive qu'il juge trop passive face à l'apartheid, il refuse de faire sa bar-mitsva. À quatorze ans, ne supportant plus non plus l'école, il fugue durant trois semaines en territoire zoulou avec deux amis avant d'être retrouvé par la police. De retour à Johannesbourg, il commence à traîner dans les rues sans enthousiasme.

### Les débuts
Jonathan Clegg, que tout le monde commence à appeler « Johnny », s'initie à la guitare à quinze ans, ce qui lui permet de rencontrer un musicien de rue zoulou qui jouait près de chez lui, Mntonganazo Mzila. Malgré la barrière de la langue, il s'ensuit deux années durant lesquelles Clegg apprend les rudiments de la musique zoulou et le Ihhlangwini, accompagnant Mzila dans tous les « hostels », centres d'hébergements de travailleurs migrants, enfreignant l'interdiction faite aux Noirs et aux Blancs de franchir les limites des secteurs réservés. Cela permet à Clegg de se faire une réputation de bon musicien et de comprendre réellement le fossé qu'a creusé l'apartheid.
À la même époque, Sipho Mchunu quitte sa terre natale zouloue pour exercer le métier de jardinier à Durban. S'étant taillé une réputation de bon guitariste, attiré par l'espoir d'un plus haut salaire, il décide de partir pour la grande ville, où il entend parler pour la première fois d'un garçon blanc au talent de musicien zoulou.
Johnny vit dans le quartier où travaille Sipho. Cela mène à l'inévitable rencontre des deux musiciens. Tout d'abord stimulés par leur envie de comparer leurs talents de guitariste, les deux compères s'associent pour former un duo hors du commun, qui va avoir un succès international. Sipho permet à Johnny de parfaire ses techniques de guitare, de danse, de langue et de combat au bâton zoulou. Johnny permet à Sipho de connaître la musique celtique et le rock.
Ensemble, ils font secrètement la tournée de tous les foyers de travailleurs migrants, enjoignant aux autres musiciens de se mesurer à eux. En plein apartheid, cette association improbable provoque une forte agitation, aussi bien artistique que politique, partageant ceux qui condamnent cette multi-culturalité et ceux qui l'encouragent.
Malgré tout et parallèlement il poursuit ses études. Il sait passer du rire, quand il se rappelle un souvenir, au sérieux, quand il se lance dans une longue analyse. Diplômé en sciences politiques et en anthropologie, il l'a brièvement enseignée à l’Université de Witwatersrand,,. C'est à l'université que se forgeront ses idées politiques.

### La période Juluka
En 1976, Johnny Clegg et Sipho Mchunu décrochent leur premier vrai contrat, sous le nom Johnny et Sipho et s'ensuit la sortie de leur premier single  Woza Friday (Come Friday). C'est là que commence le concept initié par Johnny Clegg qui consiste à réunir des paroles anglaises et des mélodies occidentales à la musique zoulou.
En 1979, le duo change de nom pour devenir Juluka dont le premier album, Universal Men, malgré l’acclamation des critiques, est censuré en Afrique du Sud, toujours sous la coupe de l'apartheid. Leur deuxième album, African Litany, est leur premier gros succès national, avec notamment leur premier hit Impi. Enfin, le quatrième album marque leur percée sur la scène mondiale. Cinq disques de Juluka deviennent disques d'or et deux, disques de platine.
En 1985, l'aventure Juluka se termine avec le départ de Sipho, retourné apporter de l'aide à sa communauté. Johnny forme ainsi son second groupe Savuka. Clegg et Sipho Mchunu ne perdront jamais contact et décideront par la suite de refaire une tournée et un nouvel album ensemble.

### La période Savuka
Le premier album de Savuka, Third World Child (« Enfant du Tiers-Monde », titre qui annonce son engagement) est un très gros succès, avec plus de deux millions d'exemplaires vendus dans le monde et les titres phares Asimbonanga (chanson dédiée à Nelson Mandela, alors prisonnier sur l'île de Robben Island au large du Cap) et Scatterlings of Africa, qui a été reprise pour la bande originale du film Rain Man, ce qui atteste son succès international dès cette époque.
L'album suivant, Shadow Man permet à Clegg d'entreprendre une tournée mondiale, partageant la scène entre autres avec Steve Winwood aux États-Unis et George Michael au Canada.

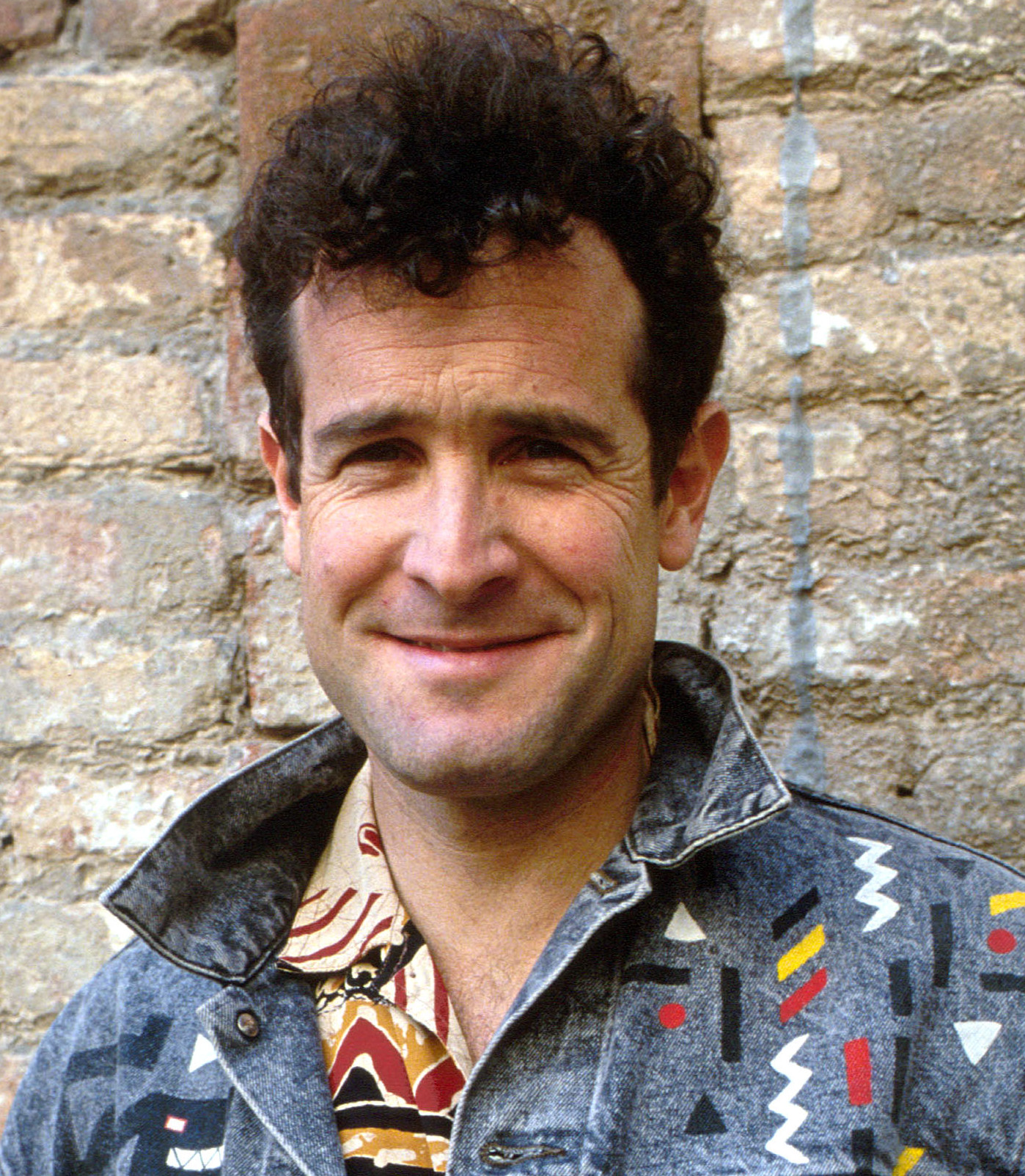
Johnny Clegg en 1992.

En 1988, il est le plus gros vendeur de 45 tours en France. 
"La France a façonné ma carrière et a assuré mon succès international et a été la première à reconnaître ma contribution contre l'apartheid" dira t-il en 2013 alors âgé de 60 ans.
La même année, le chanteur français Renaud lui dédie la chanson Jonathan dans son album Putain de camion (en 2006, Renaud produira l'album One Life).
Le quatrième album, Heat, Dust and Dreams, est nommé dans la catégorie Best World Music et gagne le Billboard Music Award pour le meilleur album du monde en 1993. La même année, en l'honneur de Dudu Zulu, danseur et ami de Johnny Clegg assassiné en 1992, le chanteur lui consacre un titre, The Crossing (Osiyeza).
Avec la fin de l'Apartheid en Afrique du sud, en 1992, Johnny Clegg sera moins médiatisé dans le monde, mais il continuera néanmoins toujours de dénoncer le racisme.

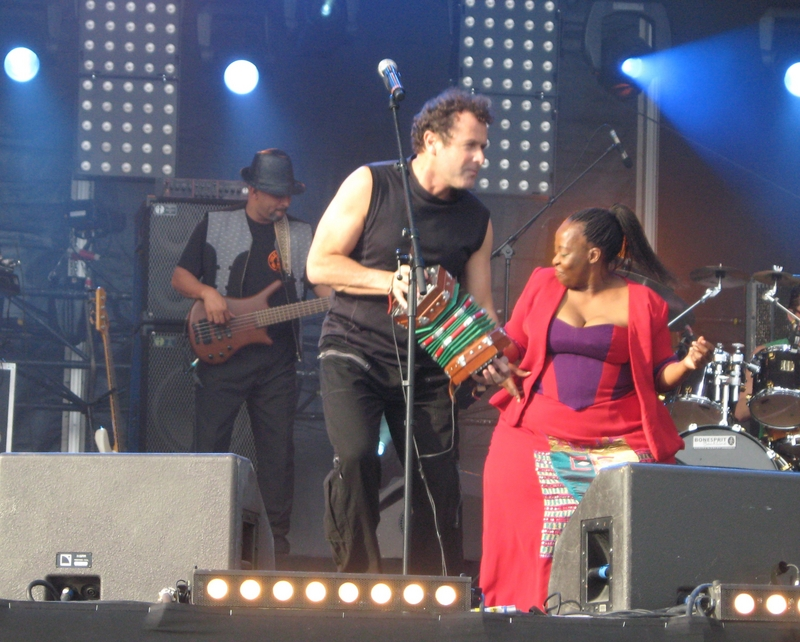
Johnny Clegg et Mandisa Dlanga à la Fête de l'Humanité en 2007.

Durant toutes ces années, Johnny Clegg n'a jamais cessé de faire des tournées en Afrique du Sud. En 1994, il y part pour faire la promotion de son album de compilation des meilleurs titres In My African Dream. En 1997, Johnny et Sipho se rencontrent pour travailler un nouvel album de Juluka, après une parenthèse de dix ans. Cette collaboration produira l'album Ya Vuka Inkunzi (The Bull has Risen, Crocodile Love).
Serge Gainsbourg lui a consacré une chanson, Zoulou, enregistrée lors des séances de l'album Variations sur le même t'aime de Vanessa Paradis. Elle est encore inédite à ce jour[réf. nécessaire].
Sorti en 2006, One Life a été produit par Tchad Blake. Y figure notamment une chanson sur les enfants soldats (Boy Soldier). Avec cet album, on découvre aussi un nouveau Johnny Clegg avec une chanson en français Faut pas baisser les bras.
En décembre 2009, la chanson The Crossing (Osiyeza) fait partie de la bande originale du film Invictus, réalisé par Clint Eastwood et qui retrace le parcours de l'équipe d'Afrique du Sud de rugby à XV, championne du monde en 1995.

### Dernières années

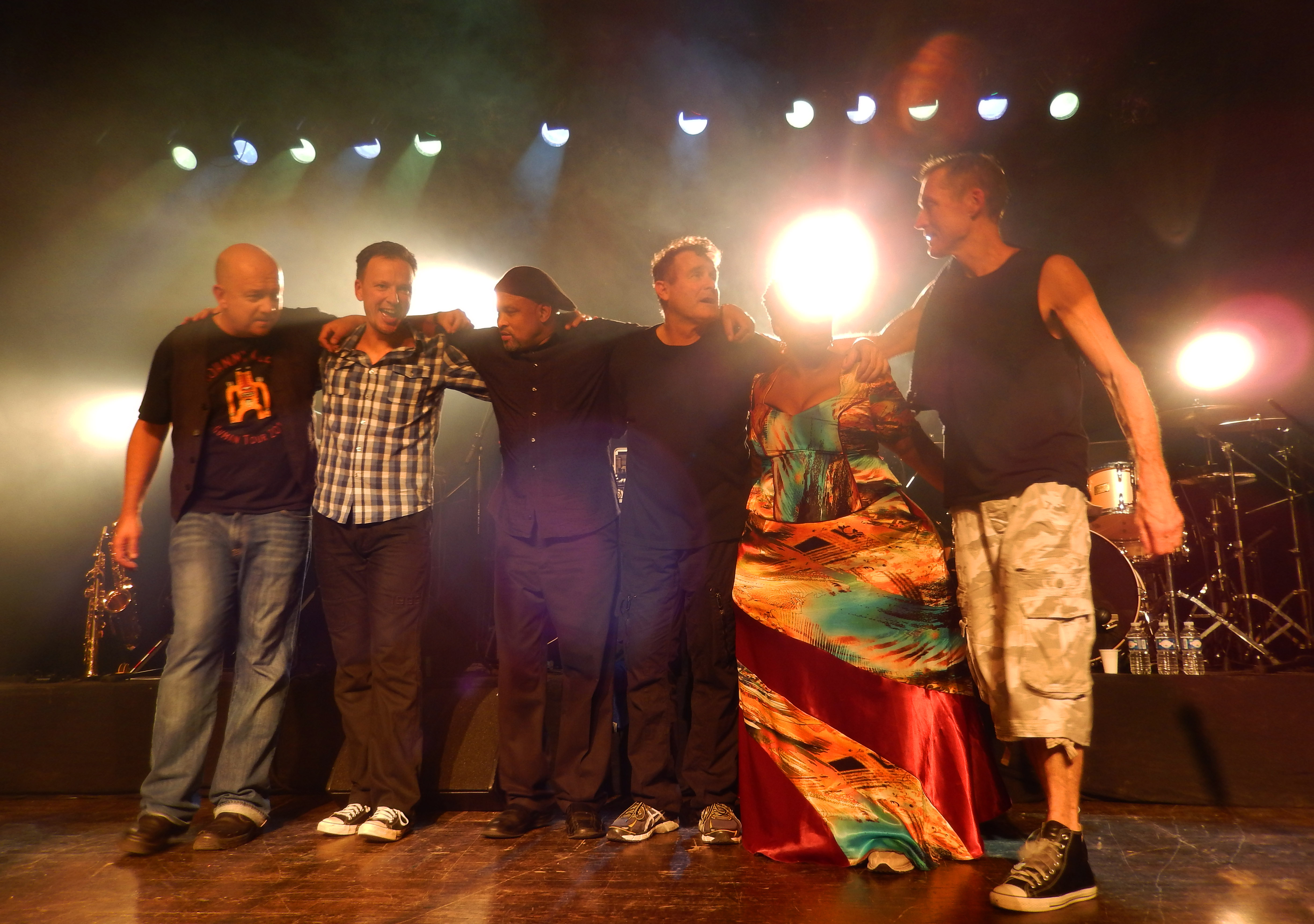
Johnny Clegg et ses musiciens en 2013.

En 2010, Johnny Clegg sort Spirit is the Journey, sous-titré « Celebrating 30 years of Johnny Clegg », une compilation qui présente une sélection de 17 titres de la période Savuka et 17 titres extraits de la période Juluka, ainsi que quelques titres d'albums solos moins connus (New World Survivor, One Life), soit un large échantillon de sa production durant ses trente années de carrière.
La même année sort l'album Human, produit par Nicolas Fiszman, et entame une tournée européenne et nord-américaine qui conduit l’artiste dans plus de 35 villes aux États-Unis et au Canada. La chanson Ibhola Lethu qui traite de la ségrégation dans les stades durant l'apartheid, période où dominèrent les équipes du township de Soweto mais où les Noirs étaient interdits de stade au côté des Blancs, est choisie comme hymne pour le Mondial de football 2010.
Il participe comme guitariste à « Isesheli » sur l'album The Dawn, publié par Mandisa Dlanga, la choriste qui l'accompagne depuis 1986.

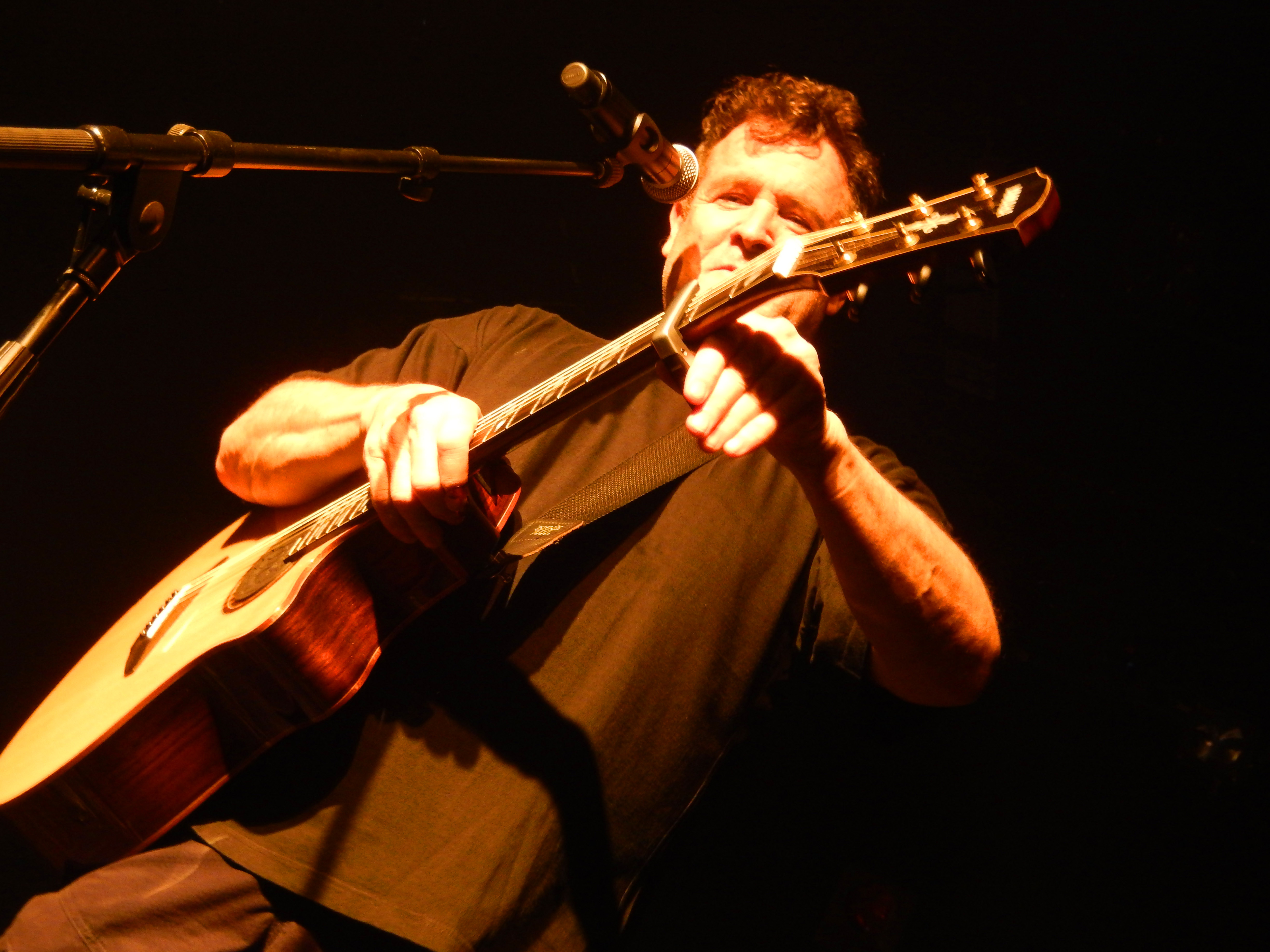
Johnny Clegg en concert à L'Aigle en 2013.

En 2012, il donne un concert unique en Europe en France à Latillé dans le cadre du festival Les Heures vagabondes.
En 2014, il entame une nouvelle tournée de concerts, Human Tour, avec notamment un passage en France (dont un passage à Montluçon le 18 juillet le jour de la naissance de Nelson Mandela) dans le cadre du festival Au fil des voix à Vaison-la-Romaine le 5 août, puis à Thuir le 7 août et Apremont le 10 août. Il assure aussi le dernier volet des Jeudis du port à Brest le 14 août. Il se produit en France pour la dernière fois de cette tournée le 15 août à Luxey, lors du festival Musicalarue.
En 2015, après avoir découvert sa maladie, il démarre le Final Journey World Tour, une tournée qui doit l'amener à se présenter dans de nombreux pays du monde et qui devait conclure sa carrière internationale,. « Le voyage que j’ai commencé quand j’avais 14 ans touche aujourd’hui à sa fin ». Il aura vendu au cours de quarante-deux ans de carrière plus de 5 millions d’albums.
En septembre 2017, il sort son dernier album studio King of time qui s'ouvre sur un titre éponyme fort et dynamique, suivi d'un duo touchant avec son fils Jesse (I've been looking).

### Vie privée et mort
Johnny Clegg a deux fils : Jesse (musicien, né en 1988) et Jaron.[réf. nécessaire]
En avril 2017, il annonce qu'il souffre d'un cancer du pancréas, détecté en 2015,. Il meurt le 16 juillet 2019 à l'âge de 66 ans à Johannesbourg, des suites de sa maladie.

## Distinctions
- Chevalier de l'ordre des Arts et des Lettres (1991)[12] ;
- Citoyen d'honneur de la ville d'Équeurdreville-Hainneville (mai 2010)[13] ;
- Officier de l'ordre de l'Empire britannique (2015)[14],[15].

## Discographie

### Albums studio
- 1976 : Woza Friday (Johnny Clegg et Sipho Mchunu)
- 1979 : Universal Men (Juluka)
- 1981 : African Litany (Juluka)
- 1982 : Ubuhle Bemvelo (Juluka)
- 1982 : Scatterlings of Africa (Juluka)
- 1983 : Work For All (Juluka)
- 1984 : Stand Your Ground (Juluka)
- 1984 : Musa Ukungilandela / The International Tracks (Juluka)
- 1985 : Third World Child (solo version) (J. Clegg)
- 1987 : Third World Child (J. Clegg & Savuka)
- 1988 : Shadow Man (J. Clegg & Savuka)
- 1990 : Cruel, Crazy Beautiful World (J. Clegg & Savuka)
- 1993 : Heat, Dust and Dreams (J. Clegg & Savuka)
- 1997 : Crocodile Love / Ya Vuka Inkunzi (Juluka)
- 1998 : Le Rock Zoulou de Johnny Clegg & Sipho Mchunu (Best Of Juluka)
- 2002 : New World Survivor (J. Clegg)
- 2006 : One Life (J. Clegg) produit par Renaud
- 2010 : Human (J. Clegg)
- 2017 : King of Time (J. Clegg)

### Albums live
- 1981 : The Cologne Zulu Festival (Juluka en duo avec Ladysmith Black Mambazo)
- 1986 : The Good Hope Concerts (Juluka)
- 1994 : Live And Rarites (J. Clegg & Savuka)
- 2003 : A South African Story - Live At The Nelson Mandela Theatre (J. Clegg)
- 2003 : Best of Live (J. Clegg)
- 2014 : Best, Live & Unplugged, at the Baxter Theatre Cape Town (J. Clegg)

### DVD
- 2003 : Live! and more... (Juluka / J. Clegg & Savuka).